# EM Microelectronic
EM Microelectronic, basé à Marin, à La Tène près de Neuchâtel en Suisse, est un développeur et fabricant de semi-conducteurs spécialisé dans la conception et la production de circuits intégrés à très faible puissance et basse tension pour les applications alimentées par batterie dans les secteurs grand public, automobile et industriel. EM Microelectronic SA est une filiale du Swatch Group depuis 1985.

## Filiales
EM Microelectronic dispose d'un centre de design à son siège social à Marin, en Suisse près de la ville de Neuchâtel.

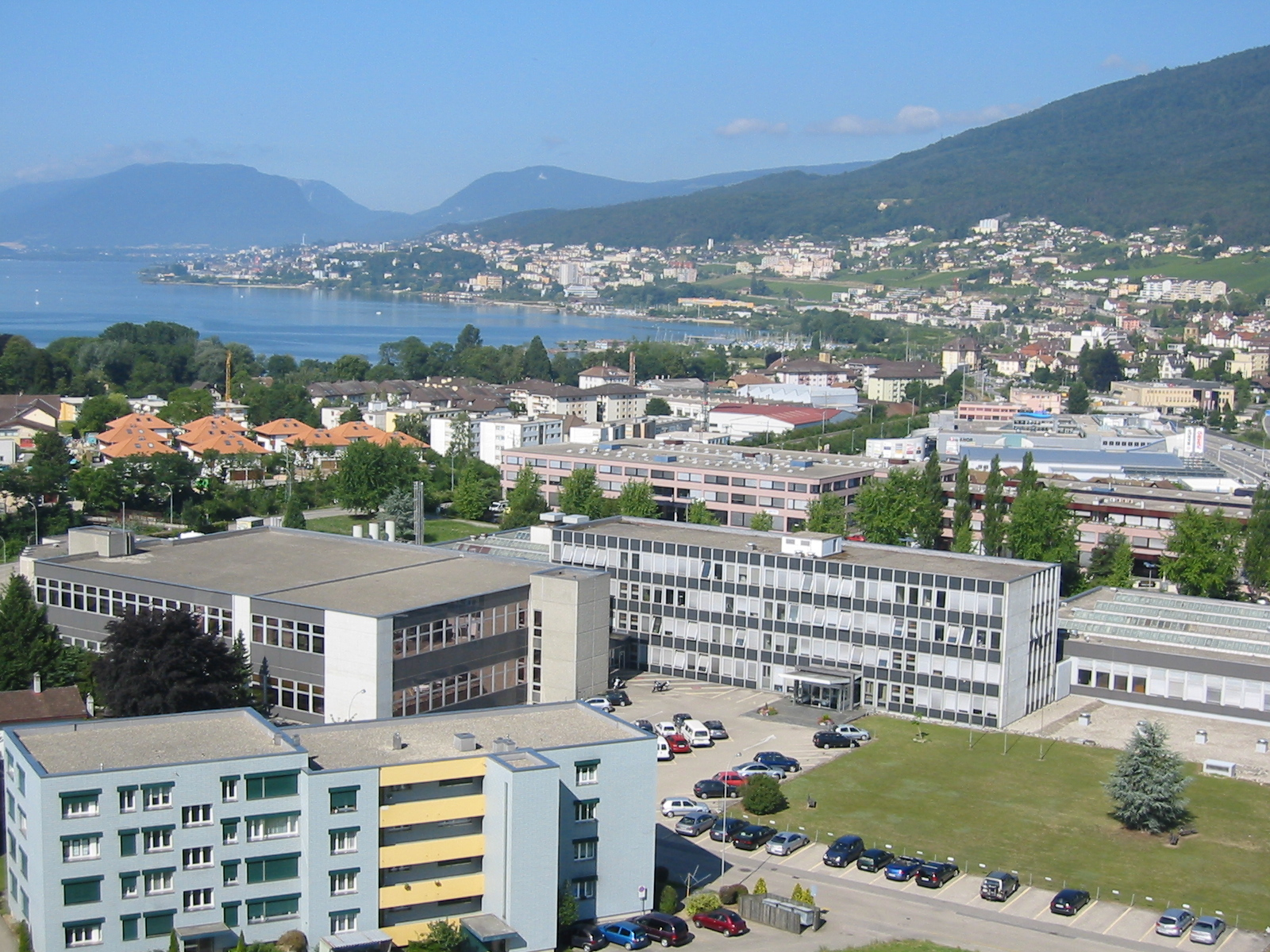
Siège social EM Microelectronic à Marin

EM dispose de filiales et de centres de conception supplémentaires :
- EM Microelectronic - US Inc., située à Colorado Springs, Colorado, États-Unis.

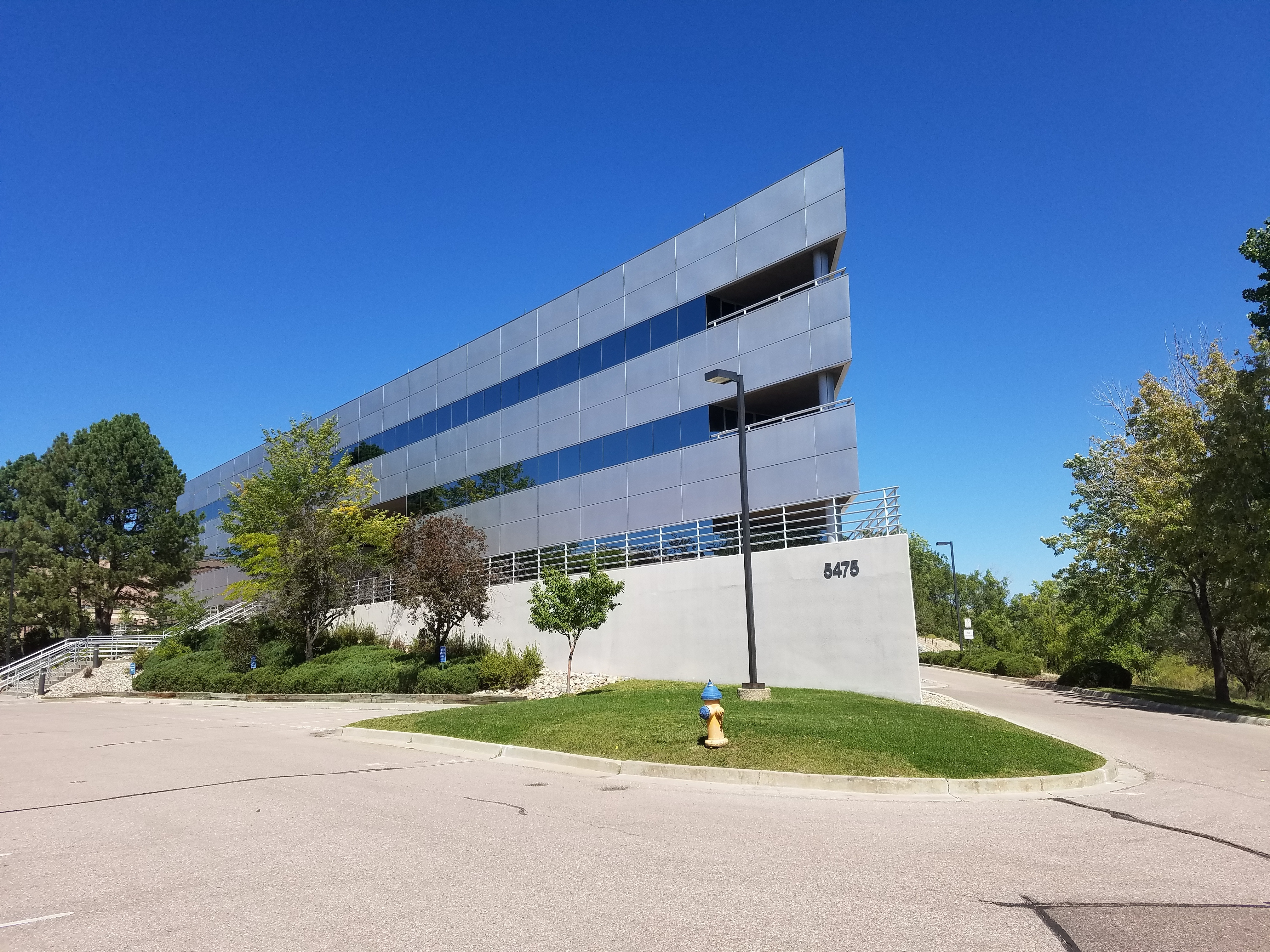
EM Microelectronic États-Unis, Colorado Springs CO

- ASICentrum sro[2] est un centre de design situé à Prague, en République tchèque. Il participe à la conception de circuits intégrés numériques, analogiques et mixtes.

## Technologie
EM Microelectronic se spécialise dans la conception et la production de circuits intégrés à très faible puissance et basse tension pour les applications alimentées par batterie et sur site dans les produits grand public, automobiles et industriels. Elle dispose d'installations de fabrication de semi-conducteurs en interne et utilise également des fonderies externes.

## Produits
Les produits d'EM Microelectronic comprennent des circuits RFID, des circuits intégrés pour cartes à puce, des microcontrôleurs à très faible puissance, la récupération d'énergie, la gestion de l'alimentation, des pilotes et écrans LCD, des capteurs optiques et des circuits intégrés d'interface de capteur. EM fabrique non seulement des circuits standard et des ASIC, mais également des systèmes et des modules pour des applications telles que le contrôle d'accès, l'identification par radiofréquence, les téléphones mobiles, les appareils grand public, les systèmes d'alarme et de sécurité, les compteurs de services publics et de chauffage, le traitement du signal des capteurs, le contrôle, l'immobilisation des voitures, les sous-systèmes électroniques automobiles et bien d'autres.

## BLE et sans fil 2,4 GHz
EM Microelectronic conçoit et développe des produits Bluetooth Low Energy tels que l'EM9304, destinés aux applications à faible encombrement et à faible consommation d'énergie. EM est membre associé du Bluetooth SIG et contribue par le biais de plusieurs groupes de travail à améliorer les spécifications et l'expertise mondiales en matière de conception à très faible consommation d'énergie pour la technologie sans fil Bluetooth à faible consommation d'énergie. EM Micro dispose également d'une famille de produits de liaison propriétaire avec des solutions 1Mbits, 2Mbit / s et longue portée. 

## RFID
EM a commencé son activité RFID dans les années 1980 et son portefeuille comprend des produits RFID passifs, semi-actifs et actifs, dans des gammes de fréquences comprenant LF, HF et UHF.
La popularité de la gamme EM Microelectronic de ~ 125kHz ont conduit d'autres fabricants à annoncés des produits comme "compatibles EM4100", bien que cela puisse en général simplement signifier que le dispositif actif intégré dans l'étiquette / la carte RFID est un produit EM Microelectronic.
EM Microelectronic a développé des circtuis intégrés RFID UHF au début des années 1990 et a lancé le premier déploiement de grande distribution en 2003, avec Marks & Spencer,.
En 2008, EM avait expédié 250 millions de circuits intégrés UHF dans le projet Marks & Spencer.
En 2015, EM Microelectronic a lancé em | echo, une gamme de puces combinant la communication RFID UHF et HF, ou RAIN RFID et NFC, une combinaison qu'elle appelle « RAINFC ». Ce concept permet d'utiliser la même étiquette RFID pour la logistique et l'interaction du consommateur avec un produit. En 2020, EM a lancé la deuxième génération de cette famille, em | echo-V, récompensée « Meilleur nouveau produit » par RFID Journal,.

## Voir également
- Circuit intégré spécifique à l'application
- Bluetooth basse énergie
- Microcontrôleur
- RFID